# Сартана (станция)
Сартана́ (укр. Сартана) — грузо-пассажирская железнодорожная станция Ясиноватского отделения Донецкой железной дороги на линии Мариуполь — Ясиноватая.

## Описание
Станция расположена в Кальмиусском районе города Мариуполь Донецкой области в непосредственной близости от Мариупольского металлургического комбината им. Ильича между станциями Мариуполь и Асланово. От станции отходит служебная ветвь на завод Азовсталь.

## Проишествия
23 декабря 2014 года между станциями Саратана и Мариуполь был взорван железнодорожный мост через реку Кальчик. Станция временно стала конечной для пассажирских поездов.
20 января 2015 года был взорван железнодорожный мост у села Кузнецовка в Запорожской области. Во время теракта по мосту двигался нагруженный концентратом товарный поезд, следовавший по маршруту «Кривой Рог — Сартана». В результате взрыва 20 вагонов с концентратом перевернулись и сошли с рельсов. Железнодорожное сообщение между Мариуполем и остальной частью Украины было практически полностью прекращено. Некоторые поезда, следовавшие из Мариуполя, отправлялись из Бердянска.
В июле 2015 года началась реконструкция железнодорожного моста через реку Кальчик, взорванного в декабре 2014 года. Расходы на ремонт моста взяла на себя компания «Метинвест». Стоимость ремонта составила 16 млн гривен; за счет средств компании были демонтированы старые пролетные строения, установлены опоры, смонтированы новые металлические части моста. Укладку путей и электрификацию выполнили «Украинские железные дороги».  20 октября 2015 по восстановленному мосту прошёл первый грузовой поезд со станции Сартана до станции Мариуполь-Порт.

## Пассажирское сообщение
По состоянию на 2016 год, на станции останавливались скорые поезда № 84/83 «Мариуполь — Киев» и № 70/69 «Мариуполь — Львов». Также останавливались пригородные поезда «Мариуполь — Волноваха».